# San Silvestro Colle
San Silvestro Colle is een plaats (frazione) in de Italiaanse gemeente Pescara.